# Блакитное (Мурованокуриловецкий район)
Блакитное (укр. Блакитне) — село на Украине, находится в Мурованокуриловецком районе Винницкой области.
Код КОАТУУ — 0522883302. Население по переписи 2001 года составляет 105 человек. Почтовый индекс — 23440. Телефонный код — 4356.
Занимает площадь 0,548 км².

## Адрес местного совета
23440, Винницкая область, Мурованокуриловецкий р-н, с. Котюжаны, ул. Ленина, 31